# Suchatówka
Suchatówka – wieś w Polsce położona w województwie kujawsko-pomorskim, w powiecie inowrocławskim, w gminie Gniewkowo.

## Podział administracyjny
W latach 1950–1975 miejscowość administracyjnie należała do tzw. dużego województwa bydgoskiego, a w latach 1975–1998 do tzw. małego województwa bydgoskiego.

## Demografia
Według Narodowego Spisu Powszechnego (III 2011 r.) wieś liczyła 508 mieszkańców. Jest drugą co do wielkości miejscowością gminy Gniewkowo.

## Nazwa
Pod zaborem pruskim miejscowość nosiła nazwę Polnisch Suchatowko – Suchatowko Polskie, którą wraz z polską nazwą Suchatówka notuje Słownik geograficzny Królestwa Polskiego wydawany w latach 1880-1902.

## Transport
- Droga krajowa nr 15 (Trzebnica – Ostróda)
- Linia kolejowa nr 353 (Poznań Wschód – Żeleznodorożnyj)